# میگوهای کلاه‌دار
به هر یک از اعضای راسته‌ای از میگوها که کلاه‌دارمیگوسانان (نام علمی: Cumacea) نام دارد، میگوی کلاه‌دار گفته می‌شود. این راسته،  یک  از فراراستهُ میگوهای کیسه‌دار است.